# Nemobiodes madderi
Nemobiodes madderi är en insektsart som beskrevs av Fernando 1964. Nemobiodes madderi ingår i släktet Nemobiodes och familjen syrsor. Inga underarter finns listade i Catalogue of Life.